# Stephen Colletti
Stephen Colletti (13 de fevereiro de 1986) é uma personalidade da televisão e ator norte-americano.
Stephen é mais conhecido por ter estrelado Laguna Beach: The Real Orange County, um reality show da MTV americana. Após o fim de "Laguna Beach", Stephen passou a fazer parte do elenco de One Tree Hill caracterizando Chase Adams.
Namora a atriz Chelsea Kane.

## Ligações Externas
- Twitter Oficial do Stephen Colletti
- IMDB
- Stephen Colletti (em inglês) em TV.com
- - Stephen's myspace